# Max und die Liebe
Max und die Liebe (im Original Le Duel de Max) ist eine französische Filmkomödie von Max Linder aus dem Jahr 1913. Sie war, ein Jahr vor Sidney Drews A Florida Enchantment und Mack Sennetts Tillies gestörte Romanze (Tillie's Punctured Romance), die wahrscheinlich erste abendfüllende Komödie der Filmgeschichte.

## Handlung
Eines Abends trägt Baron Fitz, der sich in seinem Schloss in Gesellschaft seiner schönen Tochter Lily und seines Neffen befindet, seinen Wildhütern auf, nach Wilderern Ausschau zu halten. Zur selben Zeit macht sich gerade Max auf den Nachhauseweg. Müde von einer langen Jagd, will er eine Abkürzung nehmen und gerät dabei unwissentlich auf das Grundstück des Barons. Ein Hase [oder ein Fasan, die zeitgenössischen Rezensionen zum Film widersprechen sich] läuft ihm über den Weg und wird von Max erlegt. Einer der Jagdhüter des Barons hält ihn für einen Wilderer und nimmt die Verfolgung auf. Max ergreift die Flucht über Feld und Flur, springt über eine Mauer, übersteigt ein Geländer und rettet sich in ein geöffnetes Fenster. 
Er ist im Zimmer der Baronstochter Lily gelandet. Nach dem ersten Schreck merkt das Mädchen, dass sie es nicht mit einem gewöhnlichen Einbrecher zu tun hat, und will ihm helfen. Während ihr Vater und der Jagdhüter das Schloss absuchen, versteckt die Baronesse Max zwischen ihren Bettkissen und stellt sich schlafend. Bevor sich Max wieder durchs Fenster zurückzieht, bittet der Charmeur seine neue Bekanntschaft um ein Foto von sich. Da Lily gerade nichts anderes zur Hand hat, gibt sie Max ein Miniatur-Gemälde mit ihrem Bildnis.
Am nächsten Tag liest Max in der Zeitung, Baron Fitz habe eine hohe Belohnung für die Wiederbeschaffung eines Miniatur-Bilds mit kostbarem Rahmen ausgesetzt, das auf unerklärliche Weise aus dem Schloss abhandengekommen sei. In Max, der sich in Lily verliebt hat, keimt ein Plan auf, wie er mit der Familie in Verbindung treten kann. Er schreibt dem Baron einen Brief, in dem er sich als Amateur-Detektiv mit vorzüglichem Spürhund ausgibt. Dann erteilt er seiner Magd den Auftrag, ihm einen Schäferhund zu besorgen und zum Schloss zu bringen.
Der „Detektiv“ begibt sich zum Baron und preist dort die Fähigkeiten seines edlen Tieres in den höchsten Tönen. Als dann die Magd ankommt, bringt sie einen armseligen Straßenköter mit, der vor Angst zittert: Max hatte ihr für den Kauf nicht genug Geld gegeben. Der Detektiv schluckt sein Entsetzen herunter und zieht das Hündchen kurzerhand zu der Stelle im Schlosspark, an der er vorher das Miniaturbild verbuddelt hat. Als sich der Hund weigert, weiter zu gehen, erklärt Max, dass sich genau an der Stelle das Bild befinden müsse, gräbt es triumphierend aus und wird begeistert im Schloss aufgenommen. 
Doch nicht nur Max gedenkt Lily zu ehelichen, sondern auch der eifersüchtige Neffe des Barons, der Cousin des Mädchens. Er ahnt, dass bei dem Detektiv-Auftritt etwas faul gewesen ist, und fängt an, Max zu beobachten. Schließlich geraten die beiden Nebenbuhler heftig aneinander. Sie wollen ihren Streit durch ein Duell entscheiden, was Lily zu verhindern weiß. Als Alternative schlägt der Baron ein Scherzduell vor, bei dem die beiden versuchen müssen, hoch zu Ross [oder auf einem Esel, noch dazu im Schloss-Salon, die Rezensionen widersprechen sich wieder] mit einem Säbel den Zylinder vom Kopf des Gegners zu schlagen. Max verliert den Zweikampf, denkt aber nicht daran, aufzugeben.
In einem letzten Versuch, seinen Rivalen doch noch auszubooten, schreibt er einen Brief an Lily, in dem er sie bittet, um 5 Uhr hinter die Orangerie in den Park ihres Vaters zu kommen. Ein weiterer Brief geht an ihren Cousin, angeblich von dessen vorheriger Freundin, die sich vor seiner Heirat noch ein letztes Mal mit ihm treffen möchte. Max verkleidet sich als ebendiese Dame und turtelt an verabredeter Stelle mit dem Nebenbuhler herum. Als Lily hinzukommt, lässt er die Maske fallen und kann seinen Gegenspieler als haltlosen Schürzenjäger entlarven. Auf diese Weise gelingt es ihm doch noch, die Hand der Baronesse zu erlangen.
Nach der Eheschließung sinnt der eifersüchtige Cousin auf Vergeltung. Um Max zu foppen, entfernt er einen Spiegel aus dessen Umrahmung. [Über den genauen Ablauf des nun folgenden Spiegeltanzes der beiden Rivalen berichten die zeitgenössischen Rezensionen leider nichts Genaues, lediglich dass Max „benebelt“ sei – durch Fremd- oder Eigeneinwirkung ist nicht klar – und im Spiegel „seltsame Visionen“ bzw. „eine schreckliche Erscheinung“ sehe.] Doch trotz aller schändlichen Manöver seines Kontrahenten bleibt Max am Ende des Tages Sieger.

## Produktionsnotizen
Der von Linder als Autor, Regisseur und Hauptdarsteller in Personalunion gedrehte Film wurde am 25. Juli 1913 uraufgeführt. Er hatte eine Länge von 1300 Filmmetern, was bei der damals üblichen Bildfrequenz von 18 Bildern pro Sekunde einer Dauer von etwa 63 Minuten entspricht. Die vollständige Version lief u. a. in den Niederlanden, Australien, Brasilien und, bei der Wiederaufführung 1920, auch im Entstehungsland Frankreich. In England wurde der Film ebenfalls vollständig, jedoch in zwei Teilen veröffentlicht (Max and His Rival und Max on the Road to Matrimony).
In anderen Ländern, so auch in Deutschland, lief der Film aufgrund von Urheberrechtsproblemen in einer gekürzten Version von 950 Metern (ca. 46 Minuten): Anfang der 1910er Jahre waren in Deutschland die Gebrüder Schwartz mit ihrem 15-minütigen Sketch Der zerbrochene Spiegel aufgetreten; Max Linder hatte ihrer Aufführung im Berliner Wintergarten im Dezember 1912 beigewohnt und eine ähnliche längere Szene in seinen Film eingebaut (s. o.). Die beiden Varieté-Künstler beanspruchten daraufhin Copyright.
Obwohl bis heute Kopien von Le Duel de Max existieren, gab es erstaunlicherweise bislang keinerlei Bemühungen, diesen Meilenstein der Filmgeschichte der Öffentlichkeit zugänglich zu machen. Zur Verfügung gestellt wurden bislang nur Ausschnitte für die Dokus Der Mann mit dem Seidenhut (L'homme au chapeau de soie) (1983), Le Temps de Max (2000) und The Mystery of the King of Kinema (2014).
Auch in Linders späterem in den USA gedrehten Langfilm Seven Years Bad Luck von 1921 gab es eine längere Sequenz um einen zerbrochenen Spiegel. Hier ist allerdings ein Bediensteter von Max der Übeltäter, der den von ihm angerichteten Schaden vor seinem Herrn vertuschen möchte.

## Kritiken
„Dieser wunderschöne Film ist eines der lustigsten Erzeugnisse Maxens unerschöpflicher Phantasie.“

„The picture is a scream from start to finish.“

„Max fairly surpasses himself in this excellent two-part comedy.“